# نسرقان العليا (شيرنغ)
نسرقان العلیا (بالفارسية: نصرکان علیا) هي قرية تقع في إيران في قسم شیرنغ الریفي. يقدر عدد سكانها بـ 539 نسمة بحسب إحصاء 2016.